# Мальйоко каніно

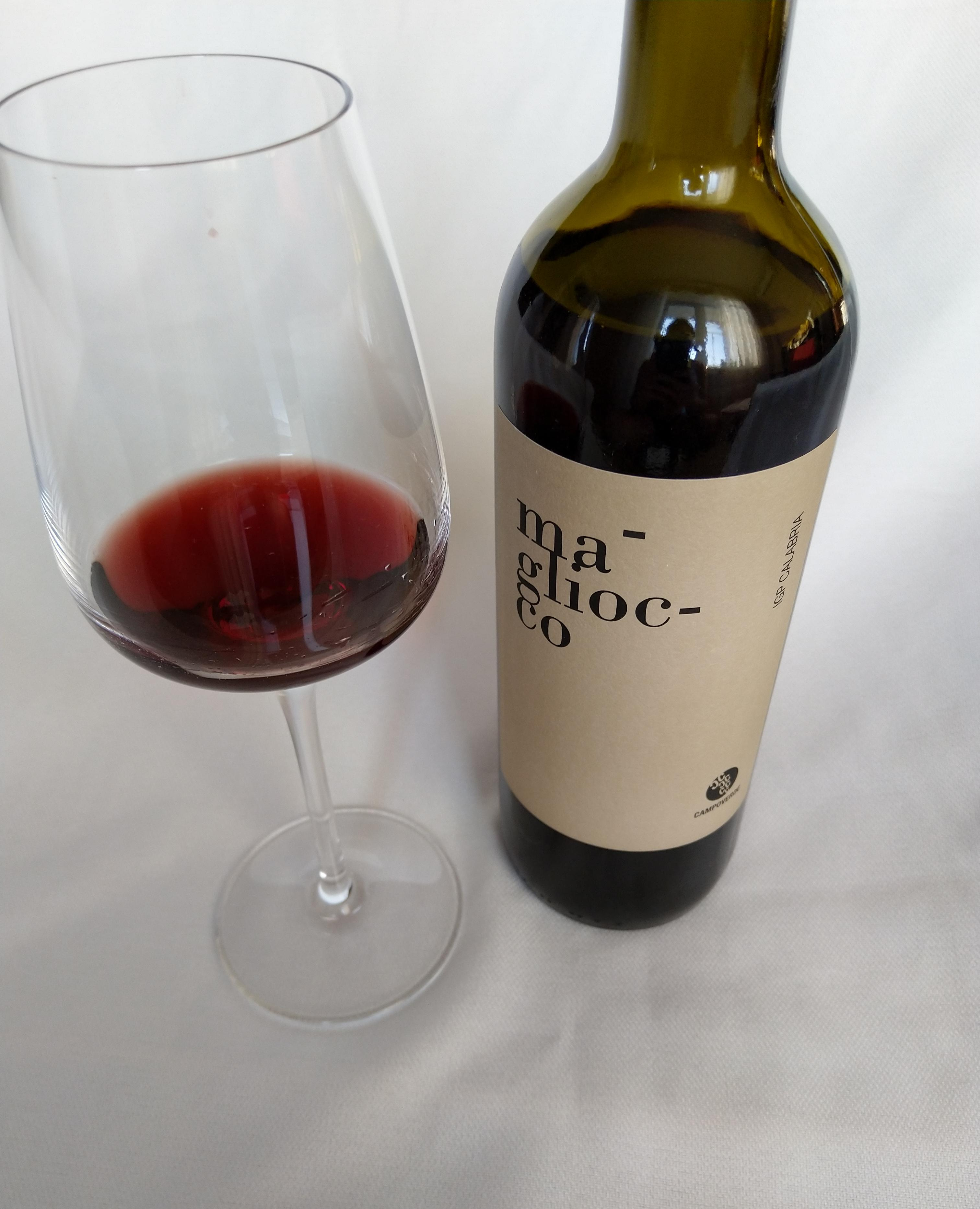
Вино з винограду Мальйоко каніно

Мальйоко каніно або Мальйоко (італ. Magliocco Canino) — італійський технічний сорт червоного винограду. Сорт не слід плутати з двома іншими калабрійськими сортами Мальйоко дольче та Галіопо. Місцеві мешканці дуже часто всі червоні сорти винограду називають «Мальйоко» або «Галіопо», вони зовнішньо схожі, але дослідження довели, що ці сорти генетично не споріднені.

## Історія
Сорт скоріш за все має давню історію, вирощується з античних часів.

## Розповсюдження
Мальйоко каніно є автохтонним сортом регіону Калабрія, вирощується на Тірренському узбережжі, в провінціях Козенца і Катандзаро. Площа виноградників складає приблизно 1500 гектар.

## Характеристики сорту
Середньостиглий сорт. Лист великий, округлий, п'ятилопатевий. Гроно середнього розміру, конічне, «крилате», середньої щільності. Плодоніжка коротка. Ягода середня, еліптично-яйцеподібна. Шкірка середня або товста, колір від червоно-фіолетового до синьо-чорного, вкрита шаром кутину м'якоть червона.

## Характеристики вина
З Мальйоко каніно виробляють сухі вина, як моносортові, так і купажні. Вино характеризується ароматом спецій та червоних фруктів. Має насичений колір, виражену структуру, високий вміст алкоголю, виражені таніни, порівняно невисоку кислотність. Потенціал для витримки гарний. Гарно поєднується з піцою, пастою, м'ясними стравами.
Мальйоко каніно використовується також для виробництва сицилійських вин «Нерелло», його додають у купажі з сортами італ. Nerello Cappuccio та Нерелло Маскалезе.